# Vitalij Jermakov
Vitalij Mychajlovyč Jermakov (in ucraino Віталій Михайлович Єрмаков?; Rubižne, 7 giugno 1992) è un calciatore ucraino, difensore del Čornomorec'.

## Carriera
Ha giocato nella prima divisione ucraina.